# Ljudevit Vujković Lamić (atletski sudac)
Ljudevit Vujković Lamić (1939.) je bački hrvatski kulturni i športski djelatnik.
Sin je poznatog kulturnog i športskog djelatnika Ljudevita Vujkovića Lamića – Moce.
Radio je kao službenik u bankama, sve do 1998.

Slobodno vrijeme je provodio sudeći na atletskim natjecanjima iz čistog zaljubljeništva u taj šport.
Bio je članom Uređivačkog odbora časopisa "Klasja naših ravni".
Bio je elektorom na prvoj elektorskoj skupštini za izbor prvog Hrvatsko nacionalnog vijeća u SRJ 15. prosinca 2002. u Subotici.
Tajnik je udruženja "Pučka kasina 1878.".
2011. je godine zajedno s Andrijom Kopilovićem bio stručnim suradnikom pri tiskanju serije poštanskih maraka tiskanih na temu žetvene svečanosti bačkih Hrvata Dužijance.

## Vanjske poveznice
- Članak u "Hrvatskoj riječi"  Arhivirana inačica izvorne stranice od 27. rujna 2007. (Wayback Machine) Očevim stopama uz atletsku stazu
- Izabran uređivački odbor Klasja naših ravni  Arhivirana inačica izvorne stranice od 3. listopada 2006. (Wayback Machine)
- HNV – Hrvatsko nacionalno vijeće republike Srbije  Arhivirana inačica izvorne stranice od 19. kolovoza 2007. (Wayback Machine)
- Članak u "Danasu"  Arhivirana inačica izvorne stranice od 12. listopada 2007. (Wayback Machine) Prodata imovina Katoličke crkve